# NVIDIA RTX A4000
NVIDIA RTX A4000是NVIDIA于2021年发布的桌面平台显卡。

## 简介
NVIDIA RTX A4000是基于安培微架构的专业显卡，面向图形工作站，采用了GA104核心。

## 技术
NVIDIA RTX A4000采用了第二代的光线追踪、第三代的Tensor Core 和CUDA Core，拥有16GB显存，四个DP1.4输出接口，采用主动散热方式。
分为面向电脑与笔记本的两种不同版本，面向台式电脑的有6144个CUDA核心，面向笔记本的有5120个CUDA核心并支持第三代Max-Q技术。